# اتاپل
اتاپل (به فرانسوی: Étaples) یک کمون در فرانسه است که در پا-دو-کاله واقع شده‌است.

## خصوصیات
اتاپل ۱۲٫۹۵ کیلومترمربع مساحت و ۱۱٬۷۱۴ نفر جمعیت دارد و ۱۰ متر بالاتر از سطح دریا واقع شده‌است.

## خواهرخوانده
شهر هوکسواگن خواهرخواندهٔ اتاپل هست.